# Ацератерии
Ацерате́рии (лат. Aceratherium, от др.-греч.  — безрогий зверь) — род вымерших млекопитающих из семейства носороговых. Типичный представитель гиппарионовой фауны. Известно несколько видов.

## Описание

### Внешний вид
В отличие от современных носорогов, ацератерии не имели рогов. Длина их тела была до 2,5 м, высота в холке около 1 м.

### Места и древность находок
Ацератерии известны из среднего олигоцена и неогена Евразии, а также миоцена Африки.

### Образ жизни
Обитали на открытой местности наподобие саванны.

### Эволюция рода
Предками ацератериев были мелкие носороги из олигоцена. Род исчез в конце неогена.

## Виды
- † Aceratherium incisivum (Cuvier, 1822)typus
- † Aceratherium depereti Borissiak, 1927
- † Aceratherium porpani Deng, Hanta & Jintasakul, 2013[3]
- † Aceratherium simplex Kroks, 1915[4].

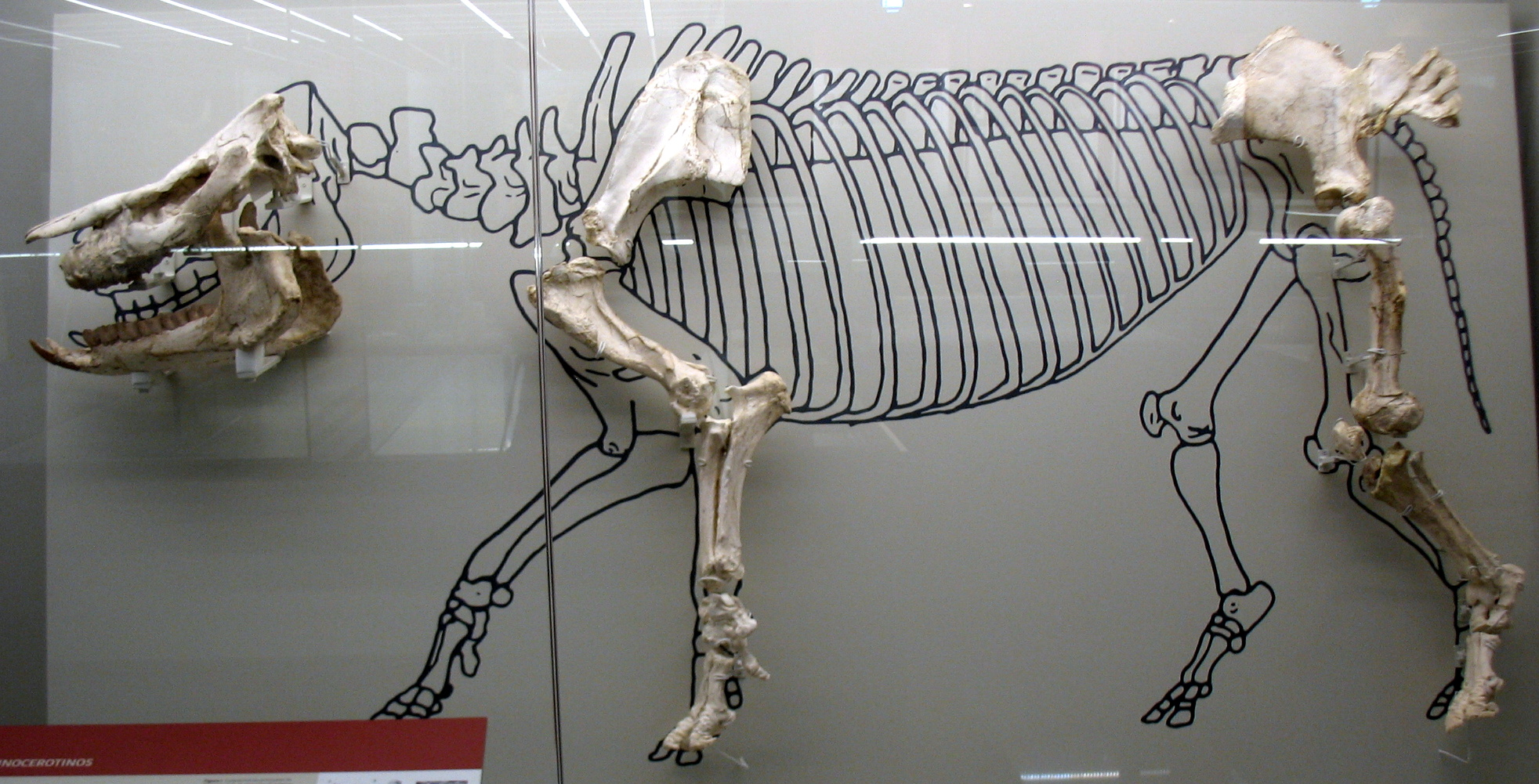
Aceratherium incisivum

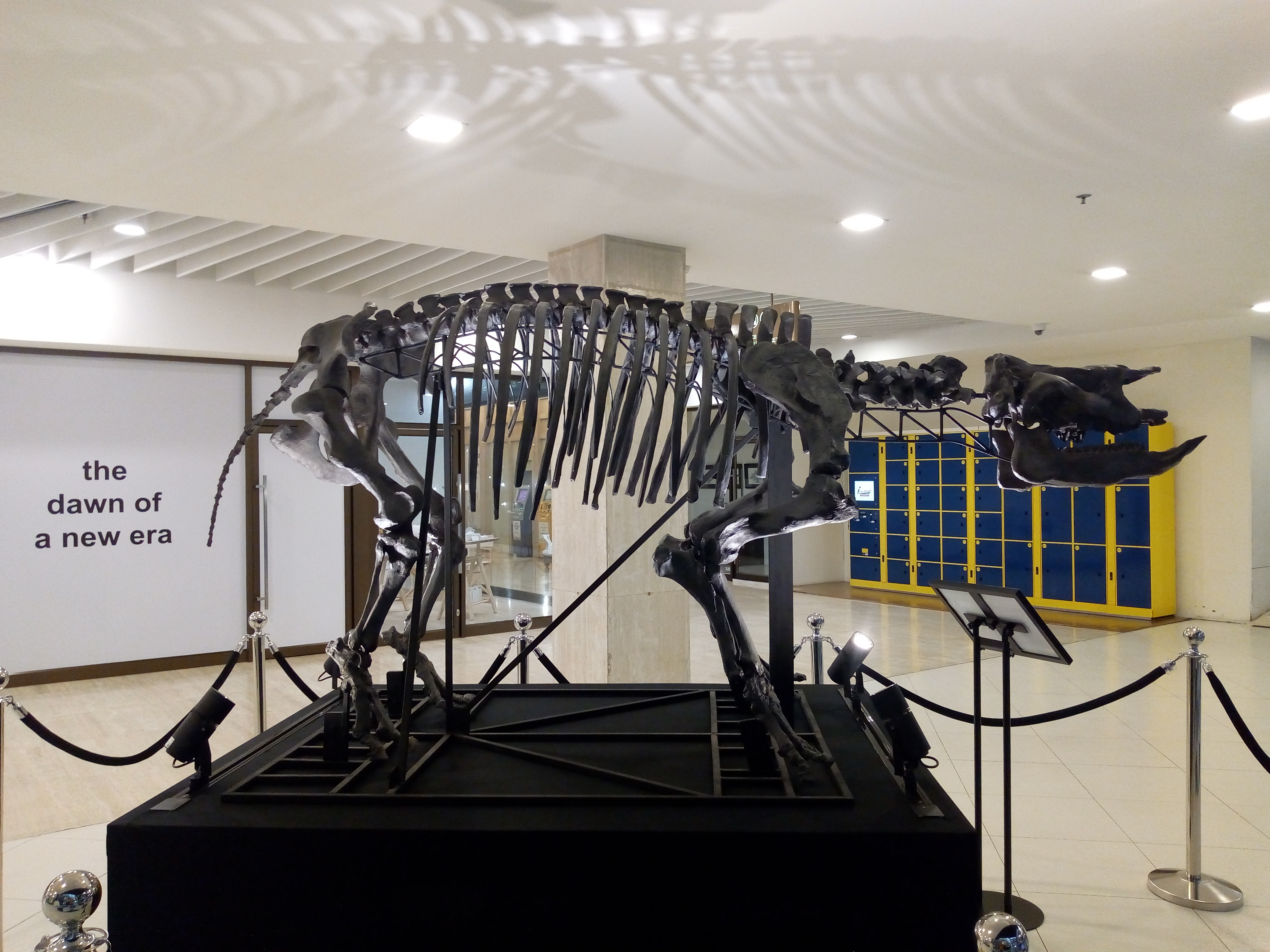
Aceratherium porpani

- † Aceratherium G. Gadzhievi (Dzhafarov, 1958)[5]
- † Aceratherium D. Gadzhievi (Dzhafarov, 1958)[6]